# 限界効用理論
限界効用理論（げんかいこうようりろん、英: marginal utility theory）・限界主義（げんかいしゅぎ、英: Marginalism）とは、限界効用概念を軸にして形成された経済学上の理論。1870年代にウィリアム・スタンレー・ジェヴォンズ、カール・メンガー、レオン・ワルラスによって学問体系として樹立した。従来の労働価値説に基づく可算的な商品価値を前提とした経済学から、功利主義に基づく序数的（相対的）な価値・効用に拡張することで、ミクロ経済学や金融論に革命をもたらした。

## 限界効用
さまざまな財を消費ないし保有することから得られる効用を考え、ある財をもう1単位だけよけいに消費ないし保有することにより可能になる効用の増加を限界効用（げんかいこうよう、英: marginal utility）と呼ぶ。
ここで、ある一人の消費者が、一定の所得をさまざまな財の購入にどのように支出すればよいか、考慮している状況を考えよう。たとえば、米への支出をもう100クローネだけ増やした場合の効用の増加がコーヒーへの支出を100クローネだけ減少させたときの効用の減少より大きければ、コーヒーへの支出を減らして米への支出を増加させたほうが、より「得な」選択とされるだろう。
したがって、消費者がそのような行動を常にとるのだと仮定したならば、「それぞれの財の限界効用をその財の価格で割った値が、すべての財について等しくなっていなければならない」ということになる。これを「加重された限界効用均等の法則」ないし「ゴッセンの第2法則」と呼ぶ。この法則から、いろいろな財の価格と所得とがわかっているとき、消費者のいろいろな財の需要を説明することができる。

## 限界革命
限界革命（げんかいかくめい、英: Marginal Revolution）とは、1870年代にウィリアム・スタンレー・ジェヴォンズ、カール・メンガー、レオン・ワルラスの3人の経済学者が、ほぼ同時に、かつ独立に限界効用理論を基礎にした経済学の体系を樹立し、古典派経済学に対して近代経済学を創始したことをいう。
早坂忠の考証によれば、1930年代にジョン・ヒックスが限界効用理論をはじめて使うという一般的な意味で限界革命という表現を使用し、次いでラ・ミントが1870年代の経済学の革命を「Marginal Revolution」と呼んだという。したがって、この言葉は、ロンドン・スクール・オブ・エコノミクスの経済学者たちによって、使用され始めたといえる。しかし、非常に一般的に使用されるようになったのは、科学史の分野でトーマス・クーンが科学革命の概念を提唱したことがきっかけとなり、1970年代になって「経済学史上の限界革命は、果たして科学革命といえるのか」についての議論が盛んになってからである。
限界効用、限界生産力などの限界概念をすでに使用していた限界革命の先駆者として、アントワーヌ・オーギュスタン・クールノー、ジュール・デュプイ、ヘルマン・ハインリヒ・ゴッセン、ヨハン・ハインリヒ・フォン・チューネンなどが挙げられる。ジェヴォンズとワルラスはこのことを認めているが、自身らの理論やカール・メンガーの理論が限界革命のそれと類似していることを強調した。しかし、最近の経済学史研究では、これら3人の類似性ではなく、異質性が強調されることが多い。たとえば、ワルラスにとっての限界効用は、その一般均衡理論のための一つの道具に過ぎなかったというものである。しかし、ジェヴォンズは、イギリス功利主義哲学の影響もあり、快楽や苦痛の計算体系である限界効用理論をより重視した。また、メンガーおよびオーストリア学派は、生産要素の価値はそれから生産される消費財の効用価値が帰属すると考えて、限界理論にもとづき経済理論の全分野をとらえようとした。さらに、市場機能に関する考え方も、3人の間で非常に大きな相違があった。
なお、ソビエト連邦共産党の理論家ニコライ・ブハーリンは、1870年代の限界革命の動機を反マルクス主義のプロパガンダであるとするが、資本論初版（1867)の英訳は1887年に刊行され、1880年代までは一般的な議論とはなっていなかったし、限界効用学説がマルクス主義への挑戦として登場したとはいえない。